# Comuna Popravka, Bila Țerkva
Popravka (în ucraineană Поправка) este o comună în raionul Bila Țerkva, regiunea Kiev, Ucraina, formată din satele Cerkas, Odnorih și Popravka (reședința).

## Demografie
Componența lingvistică a comunei Popravka
     Ucraineană (98,9%)
     Rusă (1,1%)
Conform recensământului din 2001, majoritatea populației comunei Popravka era vorbitoare de ucraineană (98,9%), existând în minoritate și vorbitori de rusă (1,1%).